# Kiernozia (gmina)
Kiernozia – gmina miejsko-wiejska w Polsce położona w województwie łódzkim, w powiecie łowickim. W latach 1975–1998 gmina administracyjnie należała do województwa płockiego.
Siedzibą gminy jest miasto Kiernozia.
Według danych z 31 grudnia 2007 gminę zamieszkiwało 3586 osób. Natomiast według danych z 31 grudnia 2019 roku gminę zamieszkiwało 3366 osób.

## Historia
Za czasów Królestwa Polskiego gmina Kiernozia należała do powiatu gosty(ni)ńskiego w guberni warszawskiej. 28 sierpnia 1870 do gminy przyłączono pozbawioną praw miejskich Kiernozię. W okresie międzywojennym gmina należała do powiatu gostynińskiego w województwie warszawskim. 1 marca 1922 gminę przeniesiono do powiatu łowickiego w tymże województwie. 1 kwietnia 1939 roku gminę wraz z całym powiatem łowickim przeniesiono do województwa łódzkiego.

## Struktura powierzchni
Według danych z roku 2007 gmina Kiernozia ma obszar 76,23 km², w tym:
- użytki rolne: 89%
- użytki leśne: 4%

Gmina stanowi 7,71% powierzchni powiatu łowickiego.

## Demografia

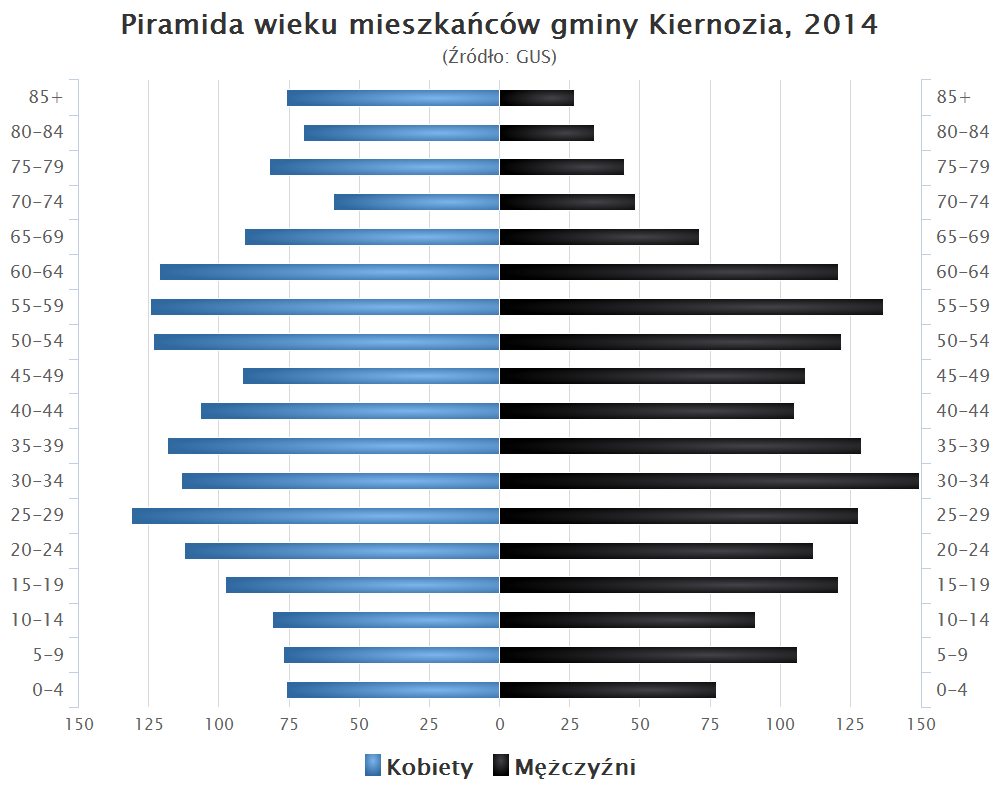
Piramida wieku mieszkańców gminy Kiernozia w 2014 roku

Dane z 31 grudnia 2017:
| Opis                              | Ogółem | Ogółem | Kobiety | Kobiety | Mężczyźni | Mężczyźni |
| --------------------------------- | ------ | ------ | ------- | ------- | --------- | --------- |
| jednostka                         | osób   | %      | osób    | %       | osób      | %         |
| populacja                         | 3420   | 100    | 1718    | 50,2    | 1702      | 49,8      |
| gęstość zaludnienia (mieszk./km²) | 45     | 45     | 23      | 23      | 22        | 22        |

## Sołectwa
Brodne-Józefów, Brodne-Towarzystwo, Chruśle, Czerniew, Jadzień, Jerzewo, Kiernozia, Lasocin, Natolin Kiernoski, Niedzieliska, Osiny, Sokołów-Kolonia, Sokołów-Towarzystwo, Stępów, Teresew, Tydówka, Wiśniewo, Witusza, Wola Stępowska, Zamiary.

## Miejscowości niesołeckie
Czerniew-Osada, Długie, Różanów.

## Ochotnicze Straże Pożarne w gminie
1. OSP Kiernozia –  S-3, w Krajowym Systemie Ratowniczo-Gaśniczym
2. OSP Witusza – S-1, w Krajowym Systemie Ratowniczo-Gaśniczym
3. OSP Teresew – S-1
4. OSP Chruśle – M
5. OSP Niedzieliska – S-1
6. OSP Sokołów-Kolonia – S-1
7. OSP Osiny – S-1
8. OSP Zamiary – S-1
9. OSP Stępów – S-1

## Sąsiednie gminy
Chąśno, Iłów, Kocierzew Południowy, Pacyna, Sanniki, Zduny, Żychlin